# Equites

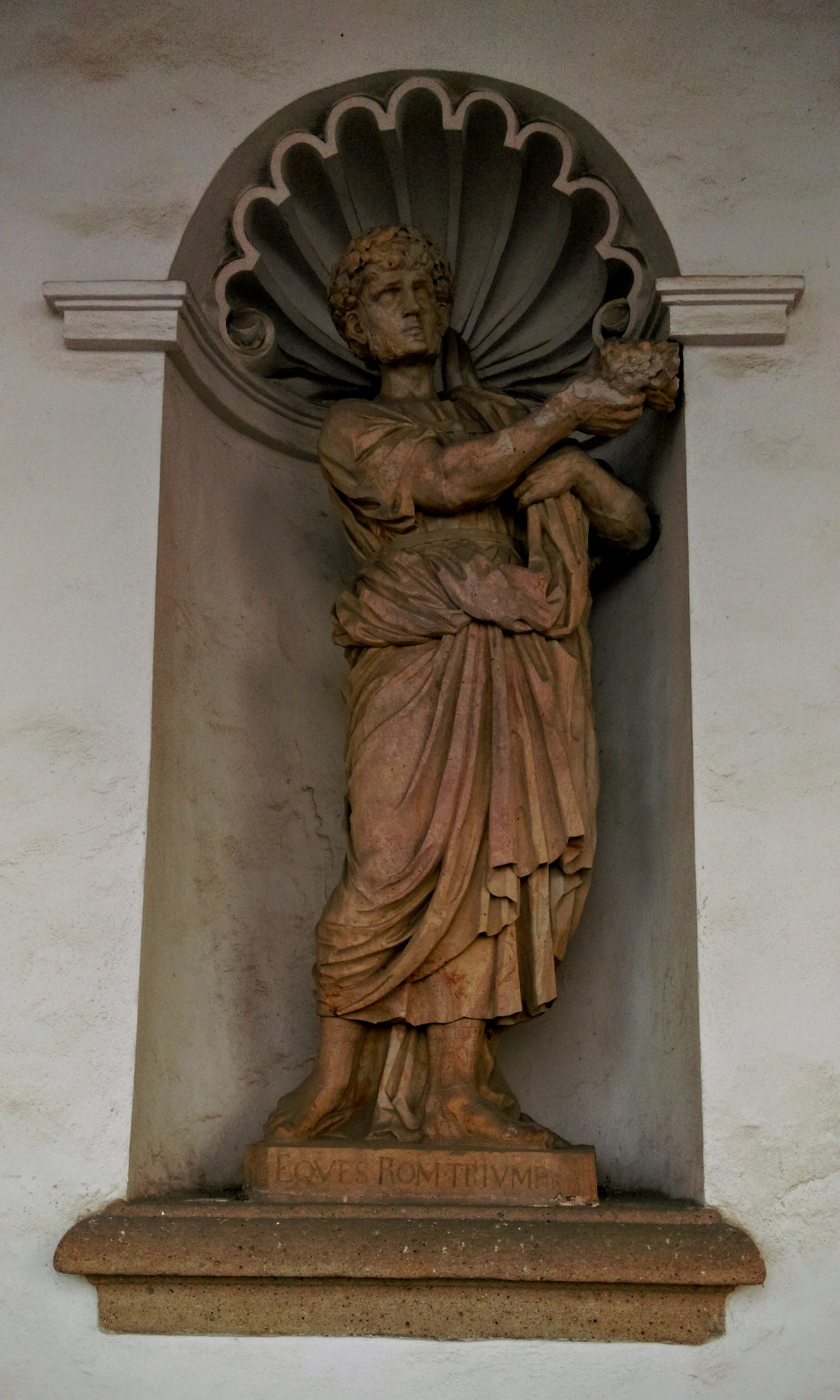
Socha příslušníka jezdeckého stavu v Kolonádě v Květné zahradě v Kroměříži

Equites neboli jezdci je označení pro příslušníky druhého římského stavu, nižšího než patricijové, ale vyššího než plebejové. Původně šlo skutečně o muže, kteří si mohli dovolit sloužit v římském jezdectvu. Vojenského významu pozbyli jezdci za druhé punské války, kdy byli do jezdectva postupně vybíráni hlavně příslušníci spojeneckých sborů. Jako jezdci se pak označovali ti římští občané, kteří mohli prokázat stanovenou hodnotu svého majetku. Ta se postupně ustálila minimálně na výši 400 000 sesterciů, (Ottův slovník naučný uvádí 400 000 assů, tj. 100 000 sesterciů) byli morálně bezúhonní, ze svobodného rodu až k dědovi z otcovské strany a nezabývali se živnostmi se stavem se nesrovnávajícími. Kumulace jezdeckého stavu se senátorským byla nepřípustná. Protože senátoři měli od 3. století př. n. l. zakázáno obchodovat, patřili jezdci mezi nejvýznamnější obchodníky, právníky i vlastníky půdy, a již za Římské republiky zaujímali vedle senátorů důležité místo v politickém životě. Za císaře Augusta a dalších císařů byli jezdci pověřováni výkonem mnoha významných úřadů a stali se základem římského úřednictva.
Na znamení svého postavení nosili jezdci při slavnostech purpurový plášť (trabea), jejich tunika byla lemována úzkým nachovým pruhem (angustus clavus) a vykazovali se zlatým prstenem (anulus aureus). Měli také vyhrazená místa v divadle a v cirku.